# Coenochilus propinquus
Coenochilus propinquus är en skalbaggsart som beskrevs av Louis Albert Péringuey 1907. Coenochilus propinquus ingår i släktet Coenochilus och familjen Cetoniidae. Inga underarter finns listade i Catalogue of Life.